# Oboda

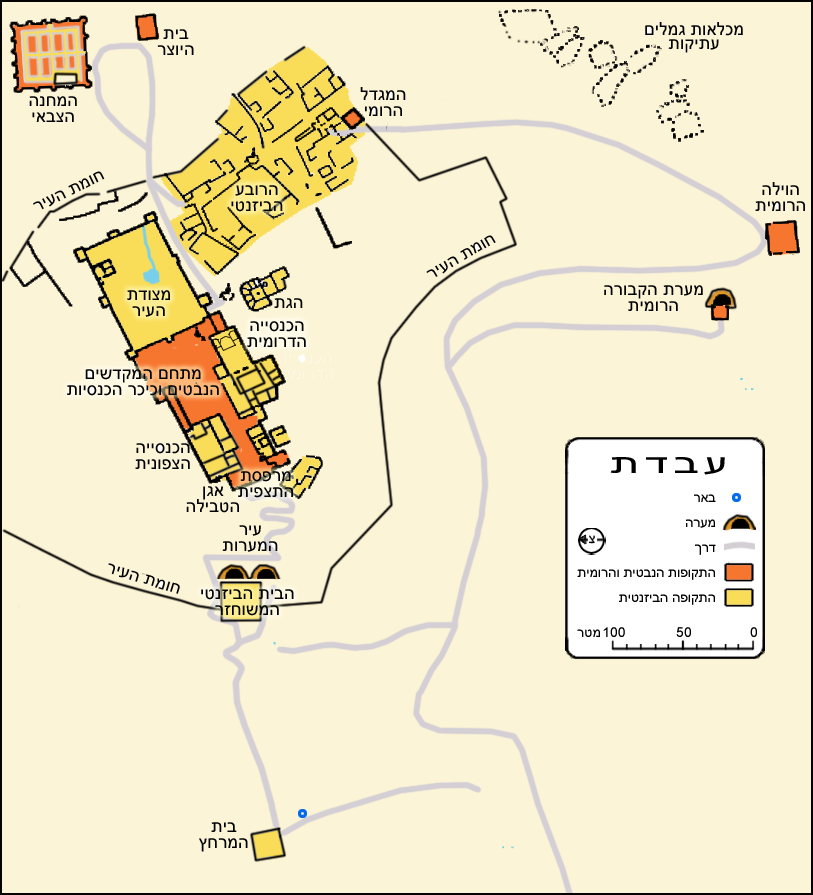
Plan Obody

Oboda, znana także jako: Awdat, Agdad (hebr. עבדת, Awedat, arab. عبدة, Abda) – starożytne miasto nabatejskie położone na pustyni Negew w Izraelu, ok. 60 km na południe od Beer Szewy, przy drodze wiodącej z Micpe Ramon do Ejlatu.
W 2005 izraelski fragment Szlaku kadzidlanego, wraz z położonymi na nim nabatejskimi miastami: Oboda, Sobota, Elusa i Mampsis, został wpisany przez UNESCO na listę światowego dziedzictwa kulturowego i przyrodniczego ludzkości.

## Historia
Miasto powstało przypuszczalnie przed końcem IV wieku p.n.e. na szlaku łączącym Petrę z portami śródziemnomorskimi. W okresie hellenistycznym stanowiło ważny punkt handlowy, co poświadczają odkryte na stanowisku liczne znaleziska, w tym amfory z wyspy Rodos. Po podbiciu Gazy przez władcę żydowskiego Aleksandra Janneusza około 100 roku p.n.e. i załamaniu się w związku z tym szlaków handlowych Oboda straciła na znaczeniu, które odzyskała dopiero po podboju Palestyny przez Rzymian. Zgodnie z przekazem Stafanosa z Bizancjum nazwa miasta pochodzi od imienia króla nabatejskiego Obodasa I, lub – jak twierdził Jerome Murphy-O’Connor, irlandzki dominikanin, profesor Francuskiej Szkoły Biblijnej i Archeologicznej w Jerozolimie – jego wnuka, Obodasa II. Kolejny władca nabatejski, Aretas IV, otoczył akropol ogromnymi murami oporowymi, a w północno-zachodniej części wzniósł świątynię. Miasto sukcesywnie traciło na znaczeniu, bowiem zmieniał się przebieg szlaku handlowego z Arabii do doliny Nilu. Z tego powodu zmniejszyły się dochody mieszkańców Obody z handlu i byli zmuszeni do rozwijania rolnictwa. Nabatejczycy zbudowali system nawadniania terenów uprawnych i tworzyli narzędzia rolnicze, których pozostałości odkrywane są na terenach położonych na południe i na zachód od miasta. Tereny rolnicze nabatejczyków stały się atrakcyjnym miejscem osiadania nomadów. Wzrost populacji ludów koczujących w tym regionie skutkował z kolei obniżeniem bezpieczeństwa szlaków. Z tego powodu Rzymianie, który w 106 roku podbili Negew, osadzili w mieście swoich byłych żołnierzy, którzy w zamian za nadanie ziem, mieli zadanie pilnowania bezpieczeństwa mieszkańców. Zachowane na północny wschód od miasta pozostałości obozu wojskowego prawdopodobnie pochodzą z tego okresu. W tym samym czasie wzmocnione zostały także budowle obronne na akropolu. Ludność Obody była bardzo zróżnicowana. W mieście były świątynie Zeusa, Afrodyty i Obodasa.
W połowie IV w. lub na początku V wieku Oboda została zniszczona przez silne trzęsienie ziemi. Po kataklizmie miasto zostało odbudowane i nadal pozostawało zasiedlone, jednak prawdopodobnie zostało zasilone dodatkową, nową grupą ludności. W mieście zaczęto wznosić kościoły. Bizantyńska Oboda liczyła około 350–400 domów, które były wzniesione na zboczu wzgórza między drogą a akropolem. Wielkość zabudowy pozwala na oszacowanie ludności na około 2–3 tysiące mieszkańców, którzy utrzymywali się z rolnictwa, w tym z hodowli i produkcji wina. Oprócz winogron uprawiano tam także soczewicę, jęczmień i pszenicę.
W roku 620 Oboda została spustoszona przez Sasanidów. Odkopywany przez archeologów teren miasta pokrywał gruba warstwa popiołu, co świadczy o tym, że miasto zostało spalone. Zniszczone po najeździe miasto zostało ostatecznie opuszczone po podboju arabskim w 636 roku.

## Współczesność
Teren dawnej Obody zostały odwiedzony w 1870 roku przez Edwarda H. Palmera, a następnie w 1902 i 1904 r. przez Aloisa Musila. Pierwszy plan ruin sporządzili w 1904 roku Antonin Jaussen, Rafael Savignac i Luis Vincent. Pierwsze prace na stanowisku prowadzili Leonard Woolley i Thomas Edward Lawrence w 1912 roku oraz Theodor Wiegand w 1916 roku. Kompleksowe wykopaliska rozpoczął w 1958 roku M. Awi-Jona, kontynuował je w kolejnych latach Awraham Negew.

## Architektura
W pierwszym okresie rozwoju miasta miejscowa ludność prowadziła najpewniej półkoczowniczy tryb życia, mieszkając w namiotach. W związku z tym nie znaleziono starszych niż I wiek p.n.e. pozostałości architektonicznych. Z czasów nabatejskich pochodzą ruiny zagród dla wielbłądów, warsztatu garncarskiego, obozu wojskowego oraz okazałej świątyni. Wzniesiona na otoczonej murem platformie świątynia o wymiarach 13,7×11 m była miejscem kultu utożsamionego z Zeusem deifikowanego Obodasa I. W świątynnym skarbcu odkryto inskrypcje z czasów Aretasa IV. W IV wieku świątynia została rozebrana, a na jej miejscu wzniesiono kościół.
W czasach panowania rzymskiego rozbudowano miejskie fortyfikacje, dobudowując m.in. trzypiętrową wieżę wzniesioną na planie kwadratu o boku 10 m. Z okresu rzymskiego pochodzą ruiny dzielnicy mieszkalnej, willa oraz groby jamowe na północno-zachodnim zboczu akropolu.
Ludność miasta bizantyjskiego, odbudowanego po trzęsieniu ziemi w połowie IV (lub na początku V) wieku, zamieszkiwała domy, które były połączone z grotami wykutymi w skale zbocza. Obie części domostwa były ze sobą zintegrowane. Groty wykorzystywano jako magazyny, pracownie, piwnice na wino, a także jako kaplice i grobowce. W okresie bizantyjskim na akropolu wzniesiono potężną cytadelę o wymiarach 61×41 m z murami o grubości ponad 2 m, z prostokątnymi basztami w narożnikach i w połowie każdej ściany. Ówczesne miasto miało dwa kościoły, wzniesioną na miejscu nabatejskiej świątyni trójnawową bazylikę północną, poprzedzoną otoczonym kolumnadą atrium zaopatrzonym w podziemną cysternę, oraz także trójnawową bazylikę południową noszącą wezwanie św. Teodora, którą poprzedzało kolumnowe atrium otoczone celami mniszymi. W podłodze bazyliki południowej odkryto nisze z pochówkami dostojników kościelnych i inskrypcjami z lat 541-618 (lub 542-618).

## Zabytki

### Forteca
Fortecę Obody stanowił niezabudowany plac, otoczony murem, którego każdy z boków był wzmocniony trzema wieżami. Być może było to miejsce, w którym mieszkańcy chronili się wraz ze swymi stadami przed nomadami. Już po najeździe perskim na terenie fortecy wybudowano małą kaplicę. Zdaniem Jodi Magnessa forteca powstała w czasach Dioklecjana, zaś Jerome Murphy-O’Connor był zdania, że wzniesiono ją w wieku VI n.e.

### Kościoły
W okresie bizantyńskim na akropolu wzniesiono dwa kościoły oraz klasztor. Powstały najprawdopodobniej na miejscu wcześniejszych świątyń pogańskich. Zdaniem Avi-Yonaha, który prowadził wykopaliska archeologiczne na terenie kościoła północnego, obydwa kościoły zostały spalone w okresie najazdu perskiego. Wyposażenie nie było niszczone przed spaleniem, ale częściowo rozgrabione, a w części uległo zniszczeniu w pożarze.

### Kościół św. Teodora (południowy)
Kościół św. Teodora został dobudowany do muru oporowego na zachód od fortecy jako bazylika o wymiarach 21×12,6 m, z dwiema kaplicami bocznymi, w których przechowywano relikwie. Ulokowane na zachód od bazyliki atrium miało kształt zbliżony do kwadratu (15 × 14 m) i z trzech stron było zamknięte pomieszczeniami, prawdopodobnie klasztornymi. Być może budowle wokół atrium miały także wyższą kondygnację. Wieża za absydą datowana jest na III wiek, zaś pozostałe części budowli na wiek VI. Kościół okala zabudowa klasztorna z celami dla mnichów. Na terenie dawnego klasztoru odkryto także kamienie nagrobne datowane na lata 541–618 (lub 542-618). Jedno z epitafiów wspomina „Ojca (greckie ABBAC) Kapito, prezbitera, (syna) Erasinosa, który zmarł w dniu 22 września 617 CE”. Inne epitafium mówi o „dziewicy Boga” (greckie: parthene Theou), co może wskazywać na „dziewicę konsekrowaną”, czyli mniszkę.

### Kościół północny
Kościół zlokalizowany w północnej części akropolu stoi samotnie. Został najprawdopodobniej wzniesiony w V wieku w miejscu nabatejskiej świątyni pogańskiej, z której pozostał kamień ofiarny i brama wejściowa. W absydzie widoczne jest podwyższenie na którym mógł spoczywać fotel lokalnego biskupa. W kościele północnym zachowały się dwa baptysteria: małe, o nieregularnym kształcie, służyło do chrzczenia dzieci, zaś duże, wykute na planie krzyża dla dorosłych.

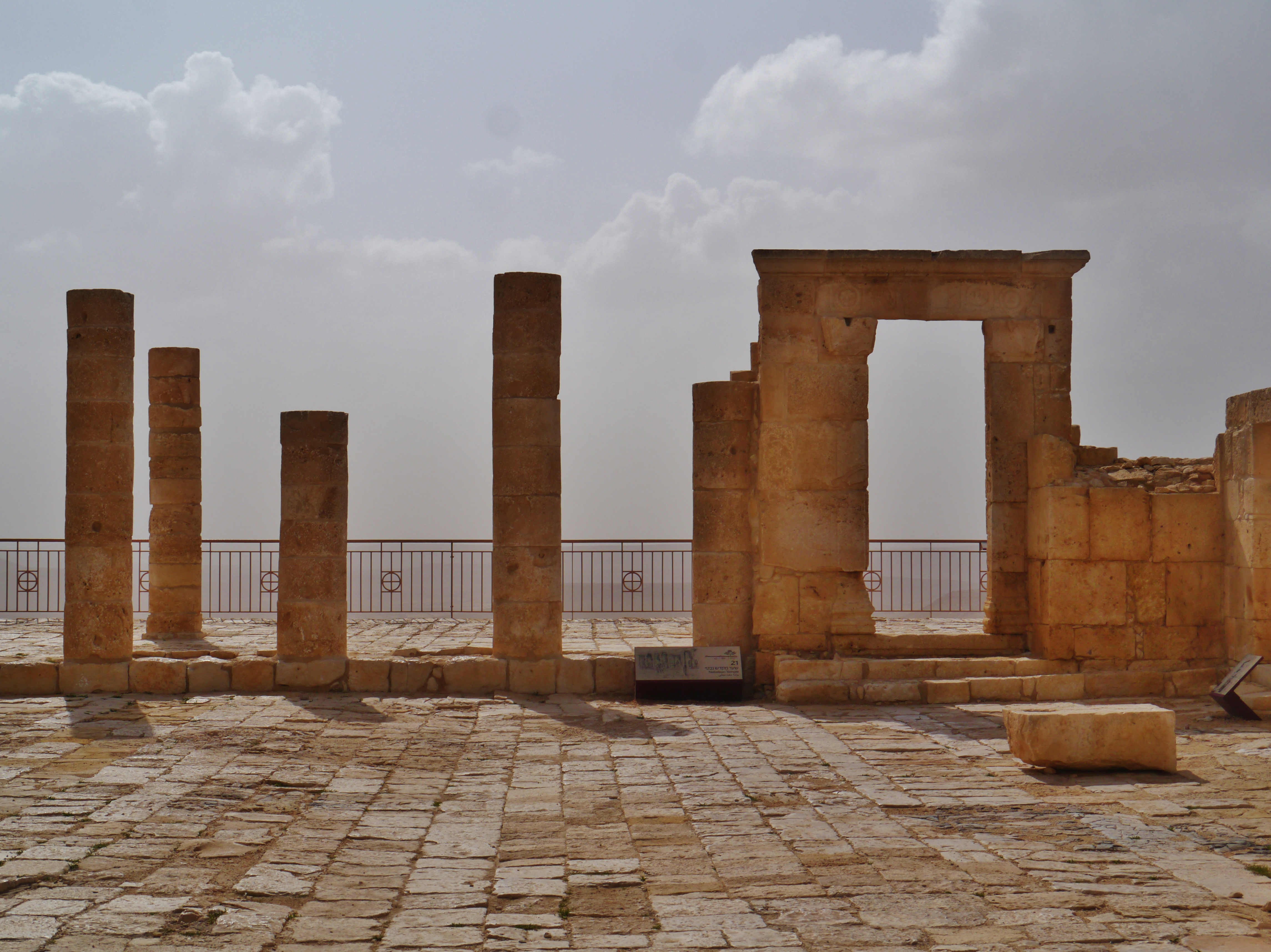
Pozostałości nabatejskiej świątyni
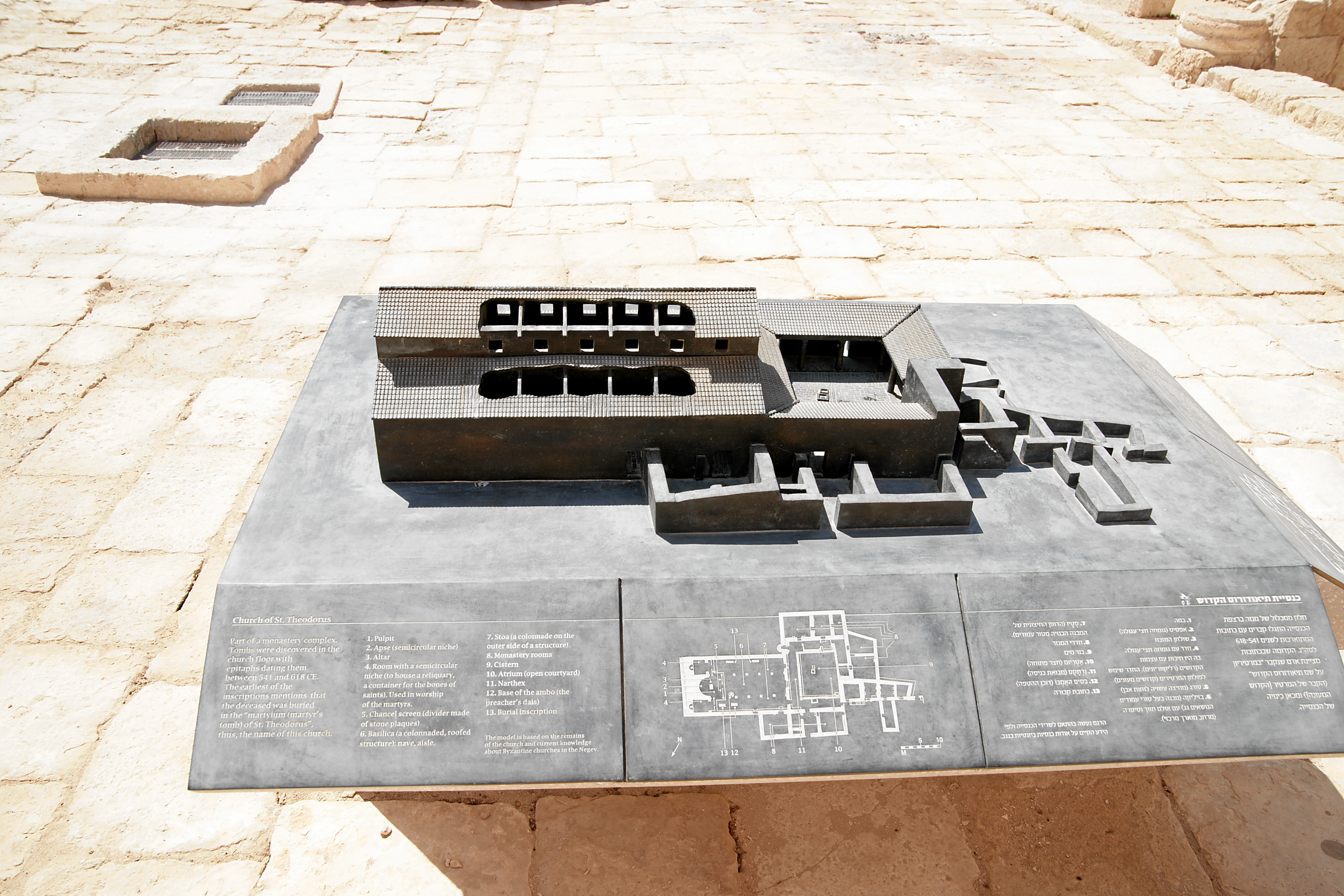
Model kościoła św. Teodora z zabudowaniami klasztornymi
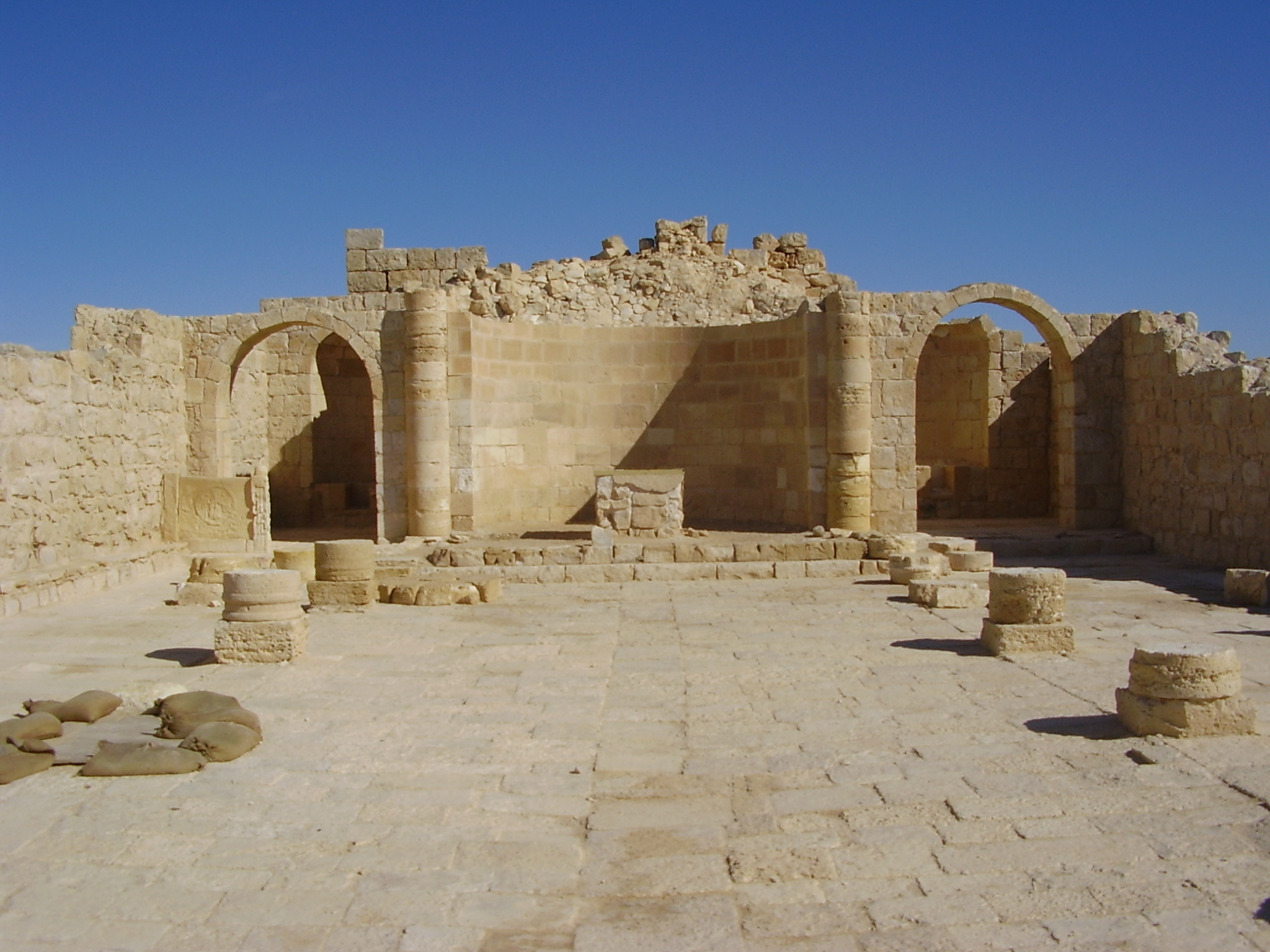
Kościół św. Teodora
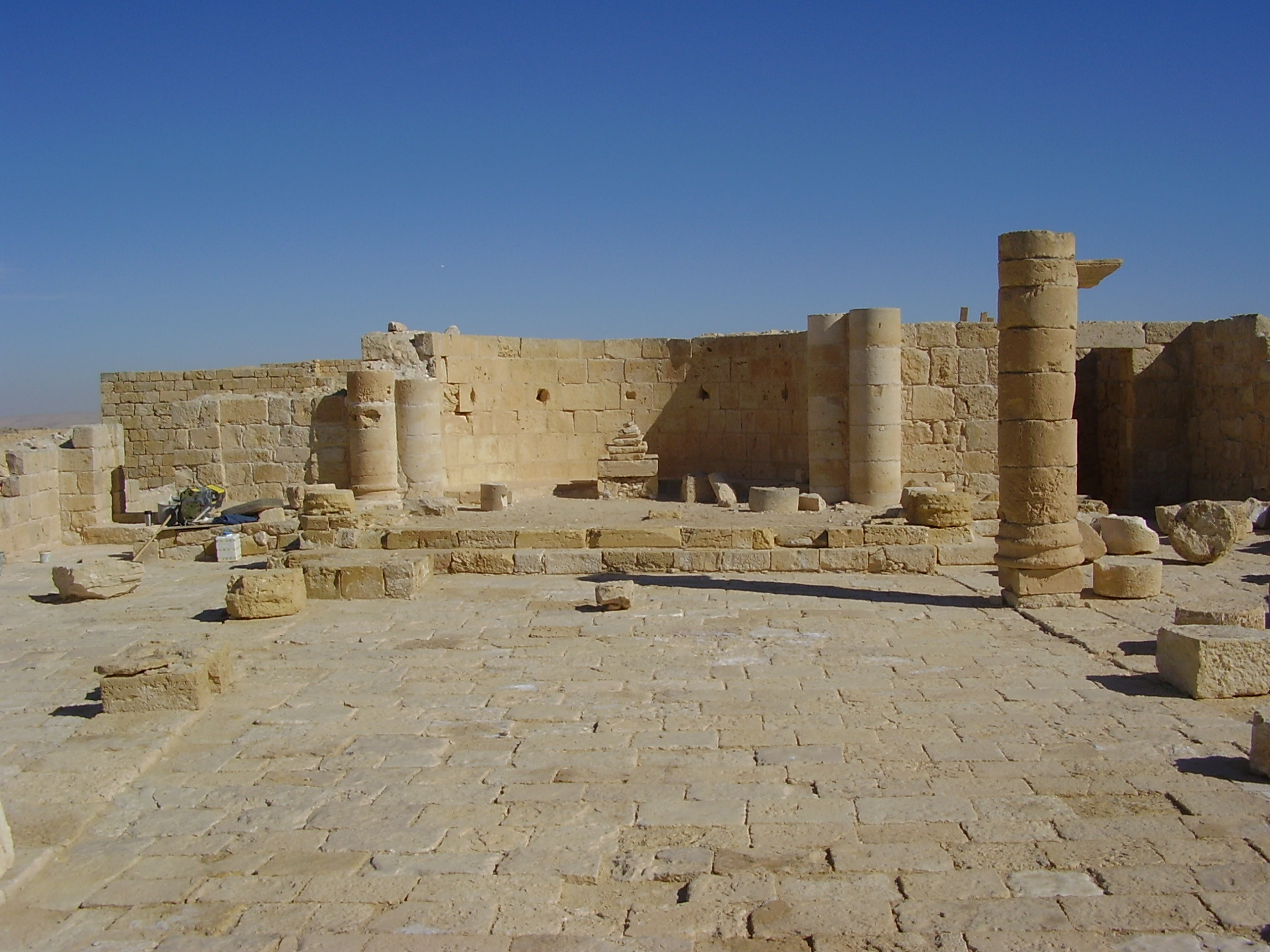
Kościół północny
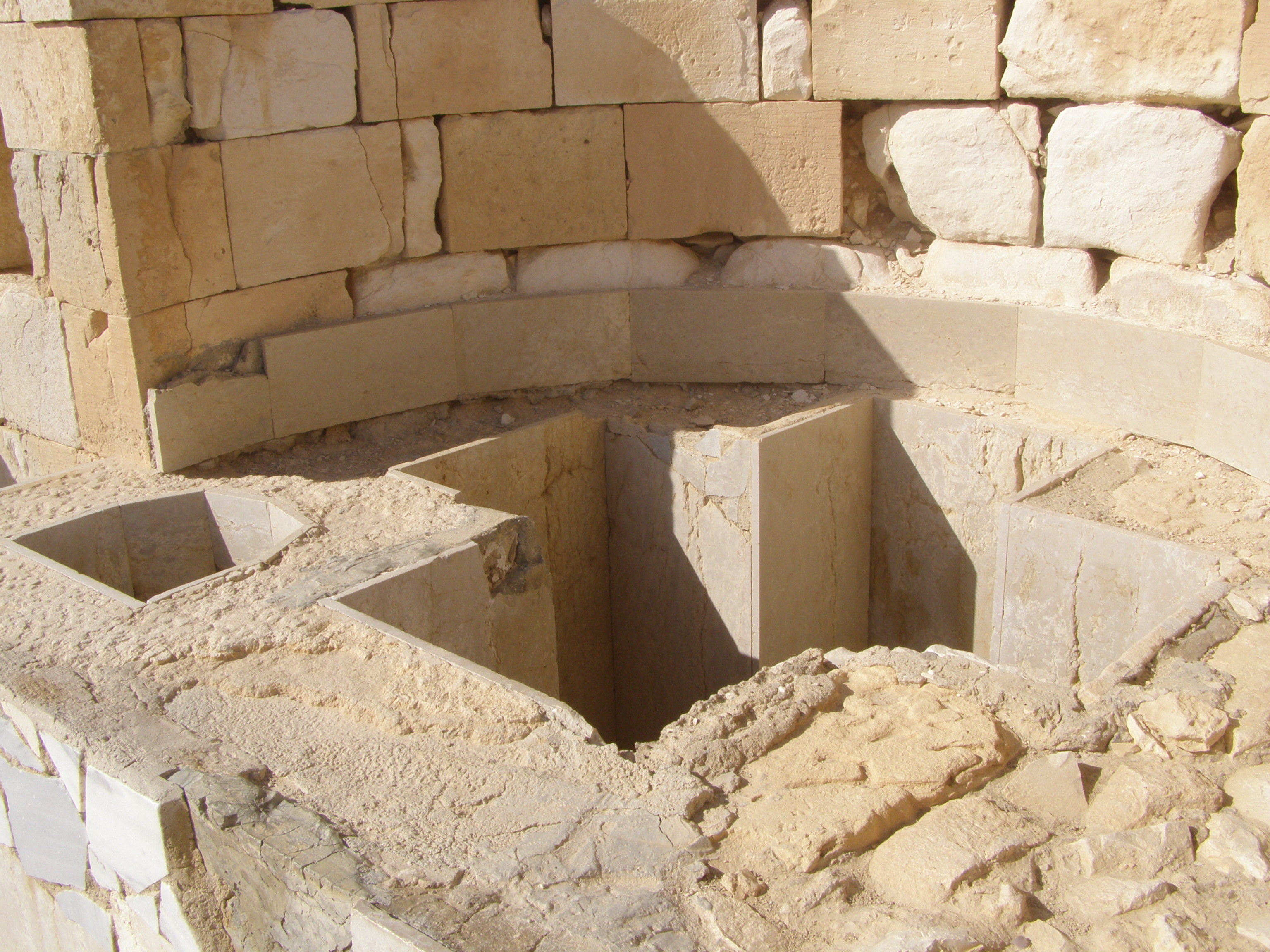
Baptysteria w kościele północnym
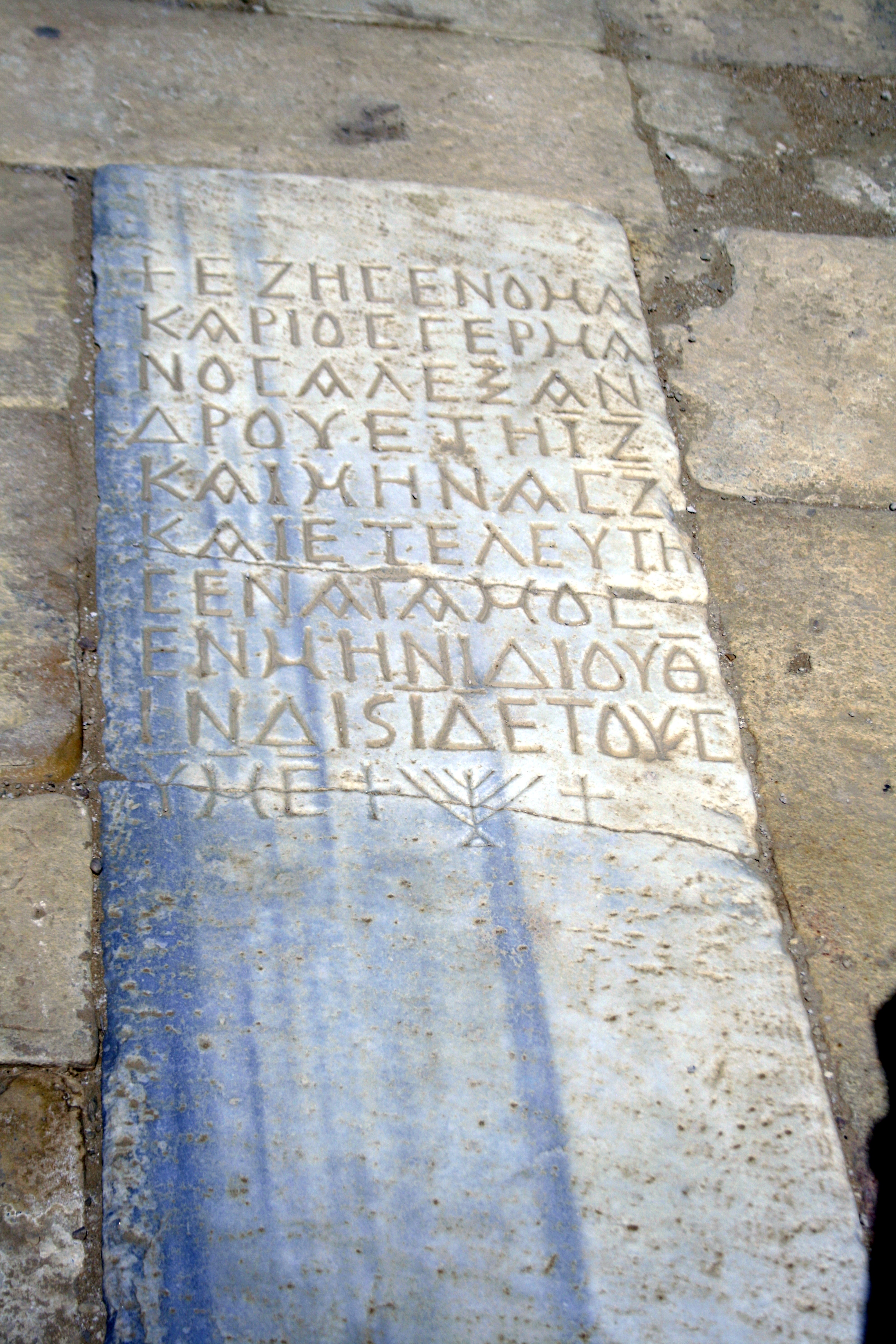
Inskrypcja z kościoła południowego

### Rzymski obóz wojskowy
Datowany na III wiek n.e. obóz wojskowy był rzymskim obozowiskiem typu garnizonowego, a więc różniącego się od zabudowy oblężniczej, której przykład znany jest z Masady. Obóz i znajdujące się w nim 8 podłużnych baraków otoczono podwójnymi murami, które były wzmocnione kwadratowymi wieżami. Baraki były rozlokowane co 6 metrów, a wzdłuż przejść między nimi wybudowane były chodniki. W obozie rozpoczynała się nabatejska droga datowana na I wiek n.e., której szerokość osiągała 5 metrów. Był to 12-kilometrowy odcinek traktu handlowego wiodącego z Petry do Gazy. Droga nie została wybrukowana, jednak była oczyszczona z luźnych kamieni.

### Warsztat ceramiczny
W mieście odkryto budowlę, która pełniła funkcję warsztatu ceramicznego. Jest to jedyna znana budowla nabatejska tego typu. Warsztat wyposażony był w trzy piece do wypalania ceramiki. Obok jednego z nich usytuowane było pomieszczenie wyposażone w koło na okrągłym postumencie oraz w trzy ławy rozlokowane wzdłuż ścian. Ławy służyły do suszenia przygotowanych naczyń.

### Łaźnia bizantyńska
Zachowana w Obodzie łaźnia bizantyńska znajduje się w pobliżu kasy biletowej. Budynek jest przykryty dachem, a kolejne elementy zostały rozlokowane według typowego rzymskiego projektu: najpierw basen z zimną wodą, do którego wiedzie odrębne wejście, potem przebieralnia i pomieszczenia przeznaczone na zimne i gorące kąpiele. Budowla jest zaliczana do najlepiej zachowanych w Izraelu łaźni z okresu bizantyńskiego.

### Dom bizantyński
W Obodzie zrekonstruowano typowy, zadaszony nabatejski dom mieszkalny. Budowla jest na tyłach skomunikowana poprzez korytarz z wielokomorową grotą, w której sklepieniu widoczne są występy do zawieszania roślin. W grocie pokazano też inne elementy wyposażenia: ławę, na której mocowano dzbany, oraz wykute w skale zbiorniki do przechowywania ziarna. Dom wyposażony był w toaletę. W sąsiedztwie znajdują się dwie inne groty, na których ścianach widoczne są inskrypcje świadczące o tym, że owe pomieszczenia były podczas najazdu perskiego wykorzystywane jako schronienie. W jednej z grot można zobaczyć cztery wykute w skale kapitele.

### Jaskinie pogrzebowe
Nabatejczycy chowali swoich zmarłych w odrębnych grotach wykutych w skale. Największa grota na terenie Obody była wykonana na planie kwadratu i mieściła 22 miejsca na pochówki. W przeszłości spekulowano, że grota mogła stanowić grobowiec króla Obodasa, jednak budowla datowana jest na III wiek n.e.

### Prasa winna
W Obodzie odkryto trzy prasy do wytłaczania winogron. Najlepiej zachowana, zbudowana na planie kwadratu, była z trzech stron obudowana małymi magazynami. Z czwartej strony przygotowano okrągłe zagłębienie do którego wiódł kanalik, którym spływał wyciśnięty sok.

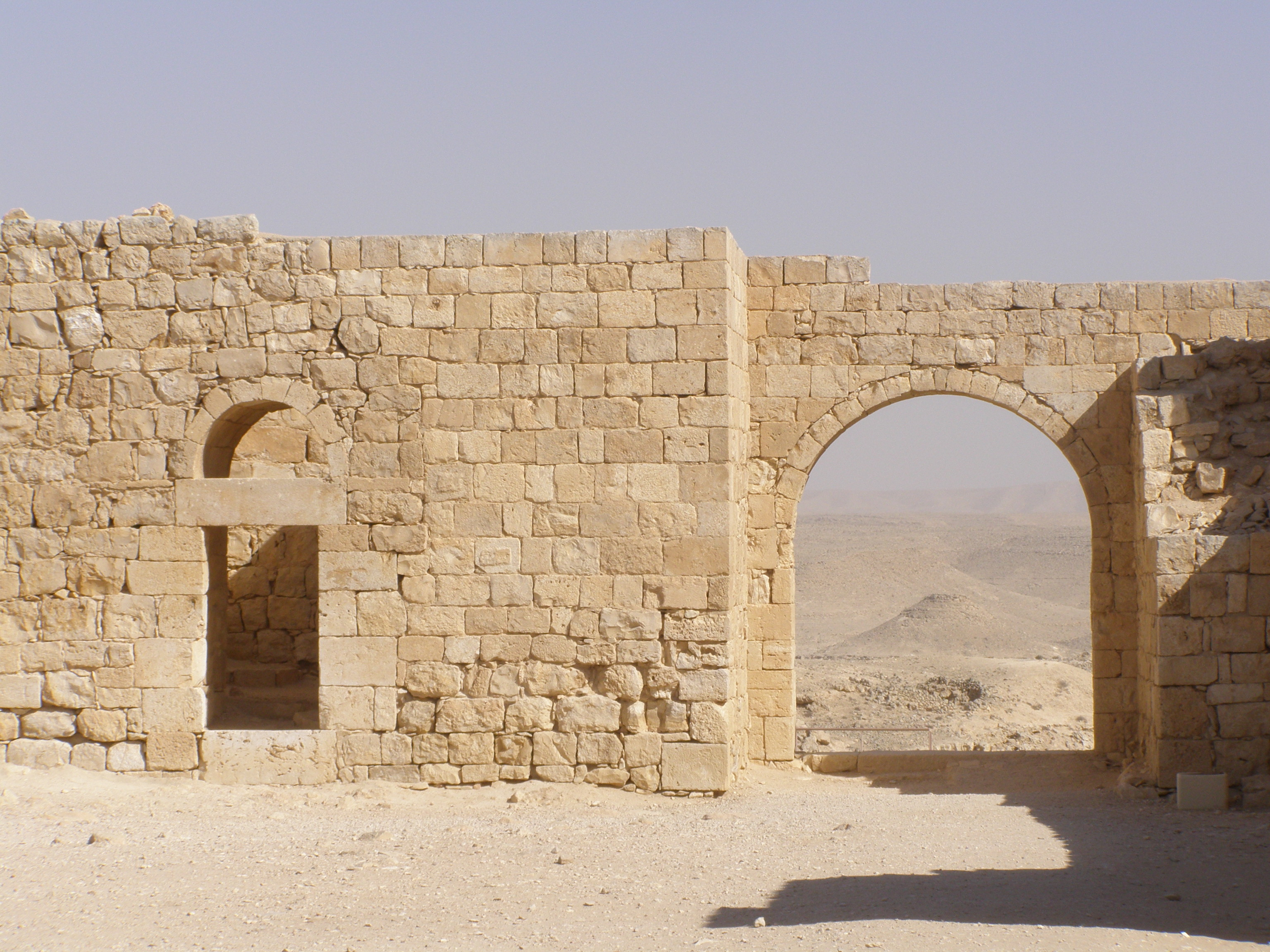
Mury Obody
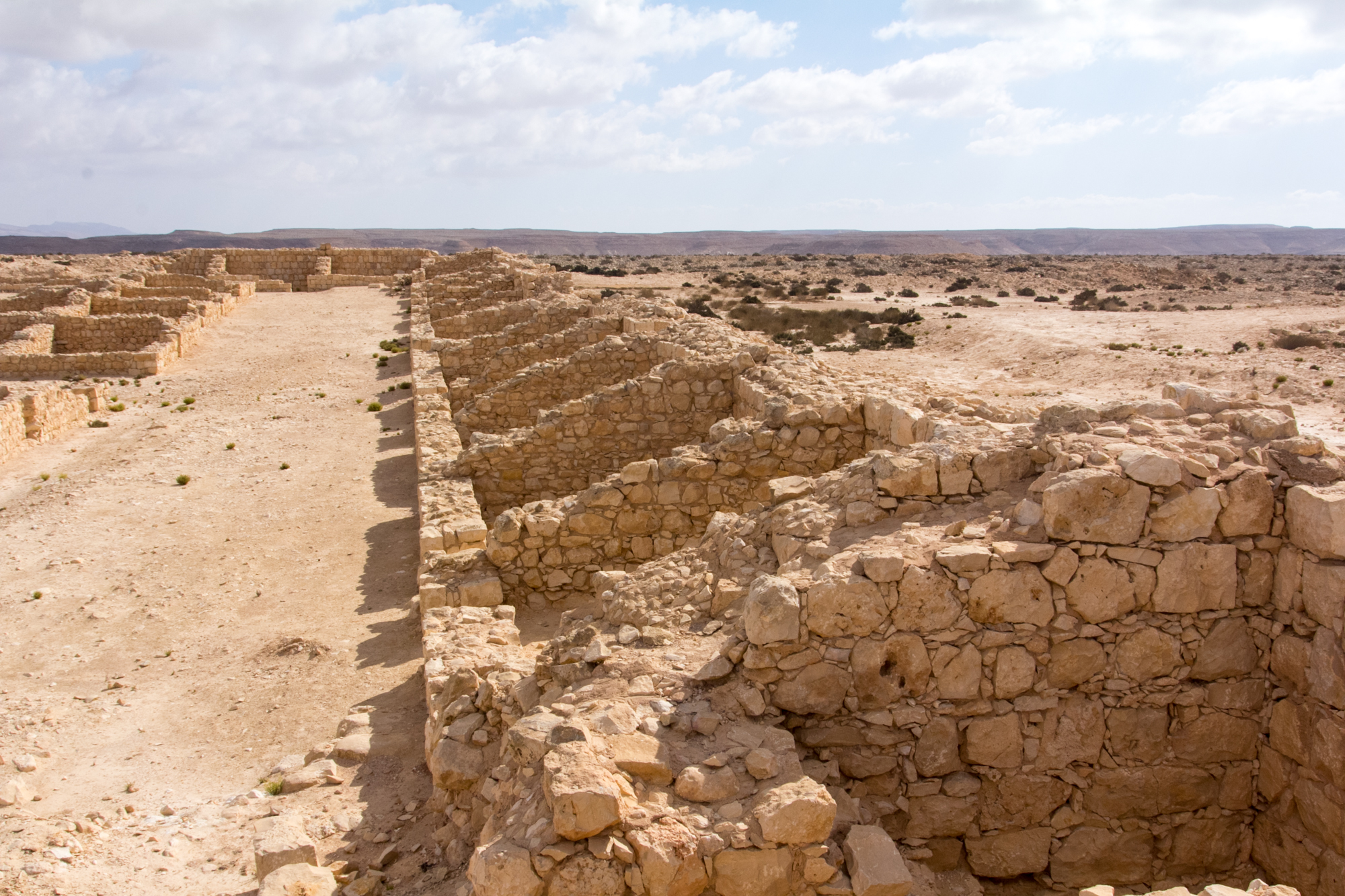
Rzymski obóz wojskowy
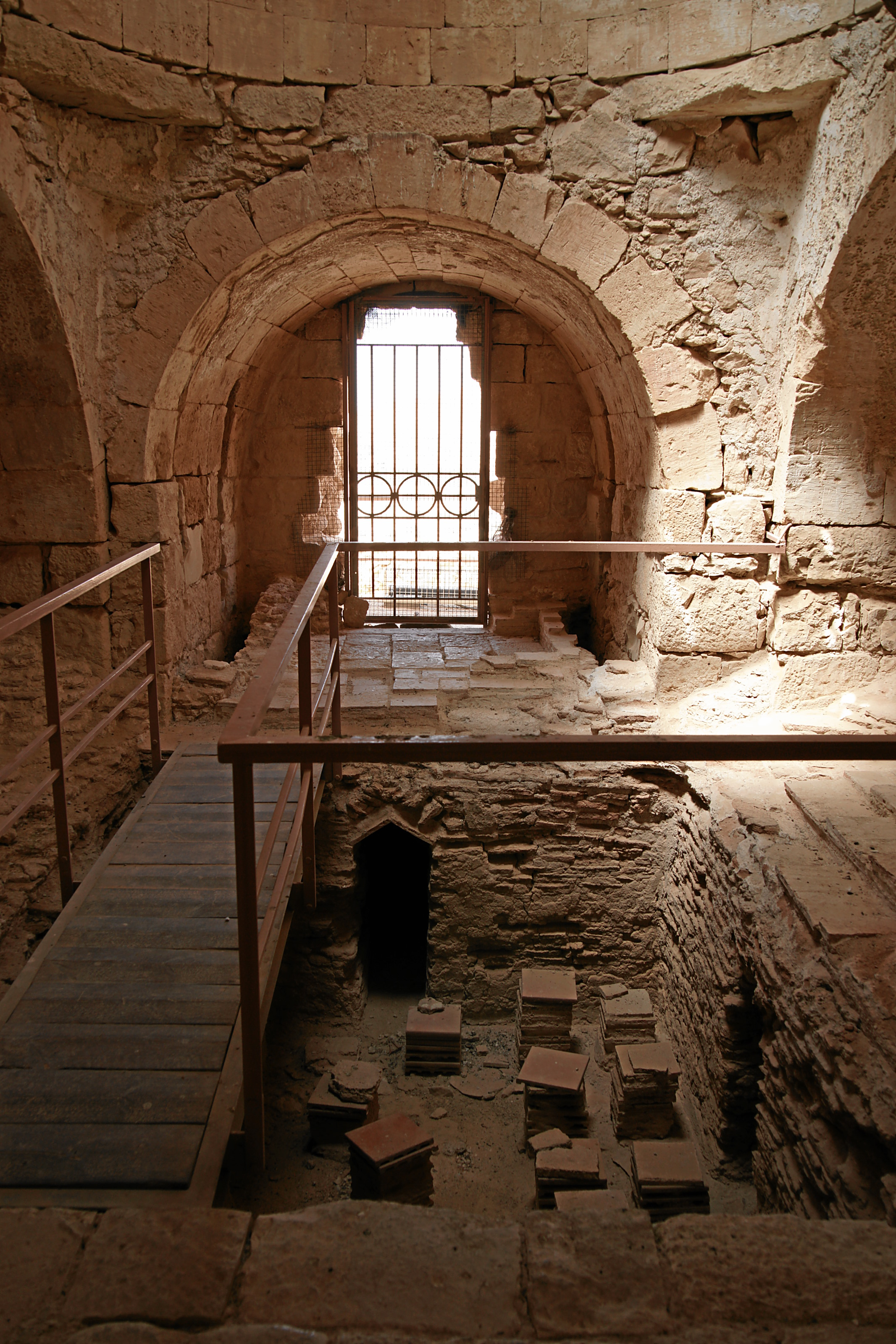
Wnętrze łaźni
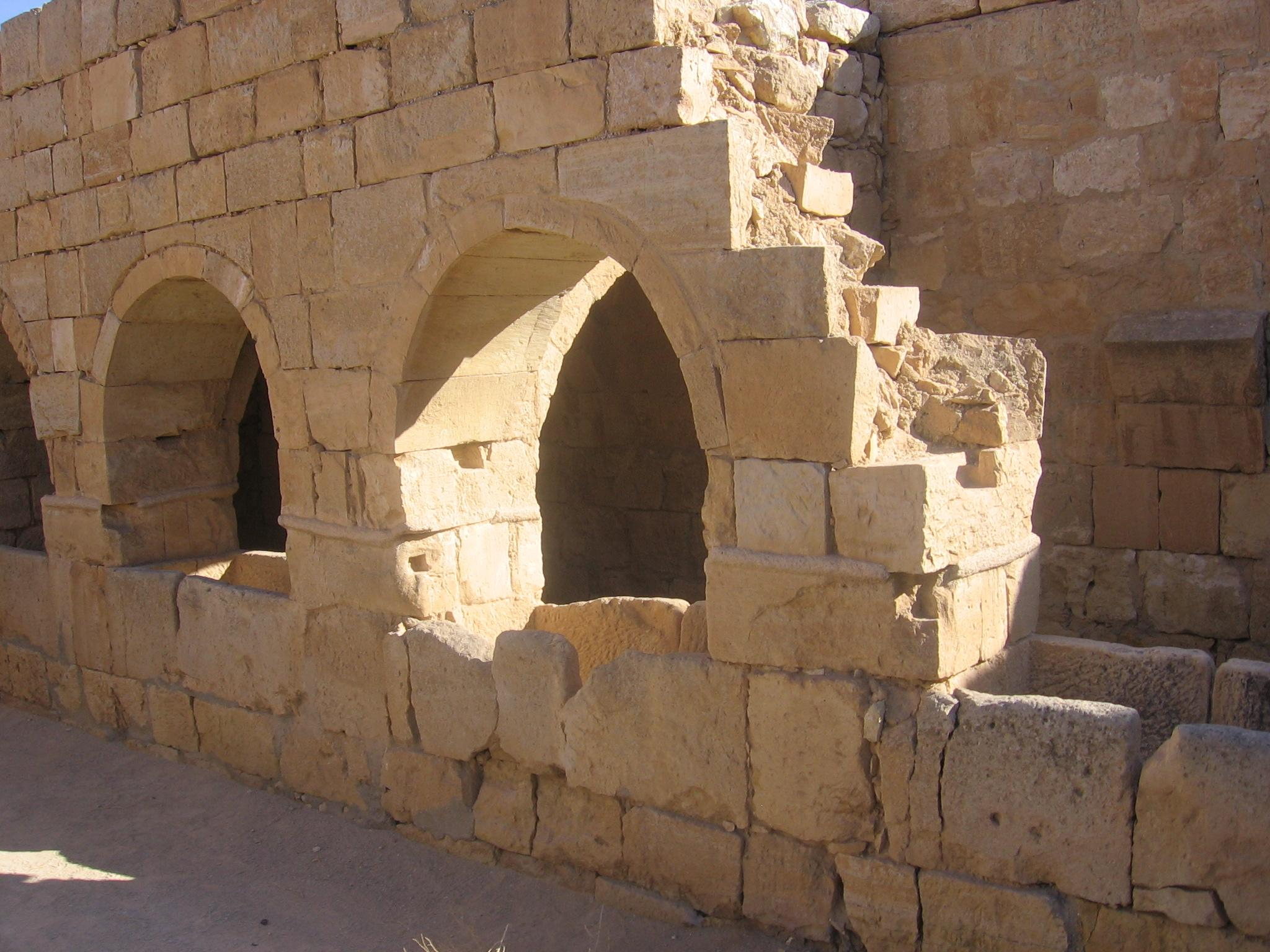
Domostwo
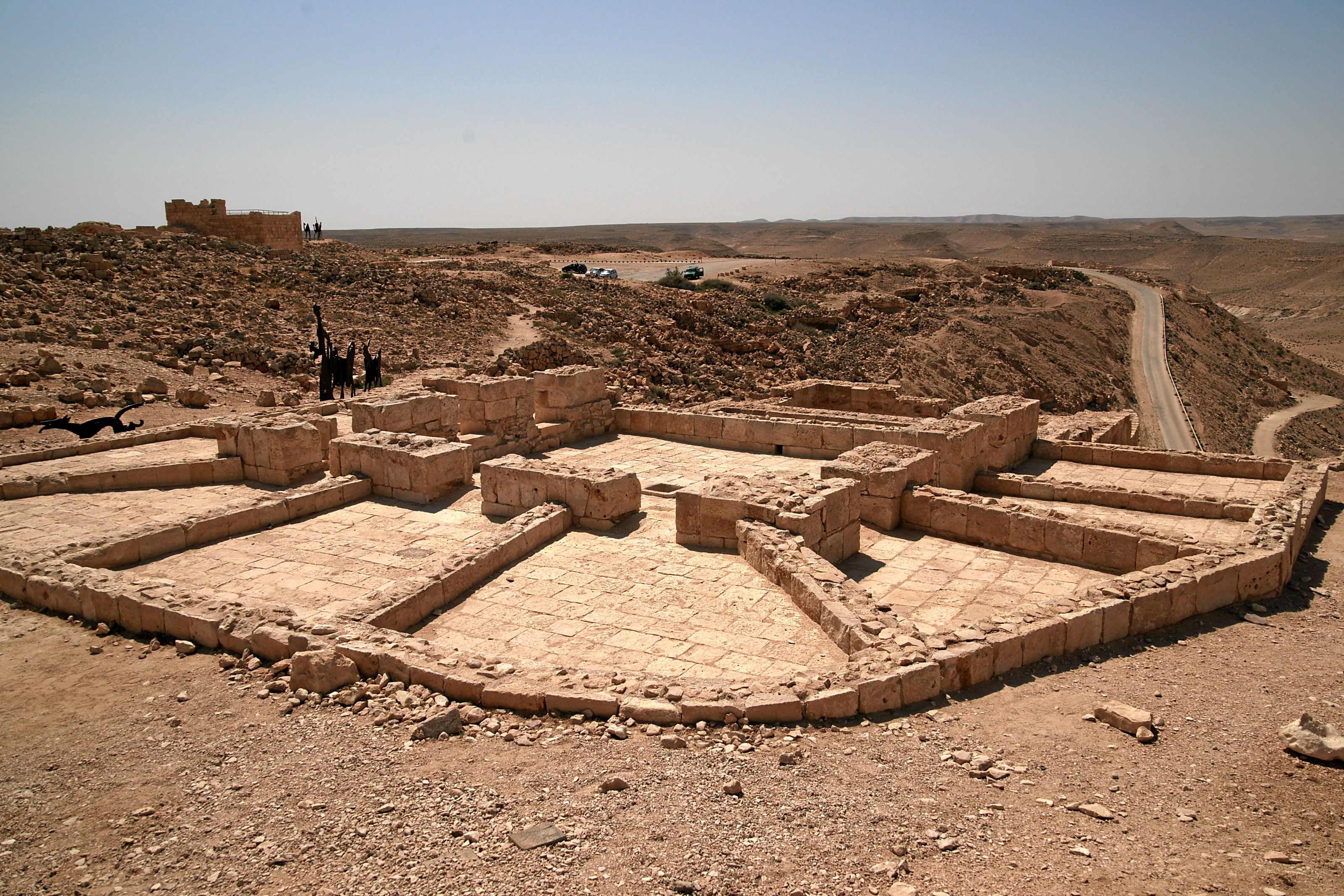
Jedna z tłoczni winogron
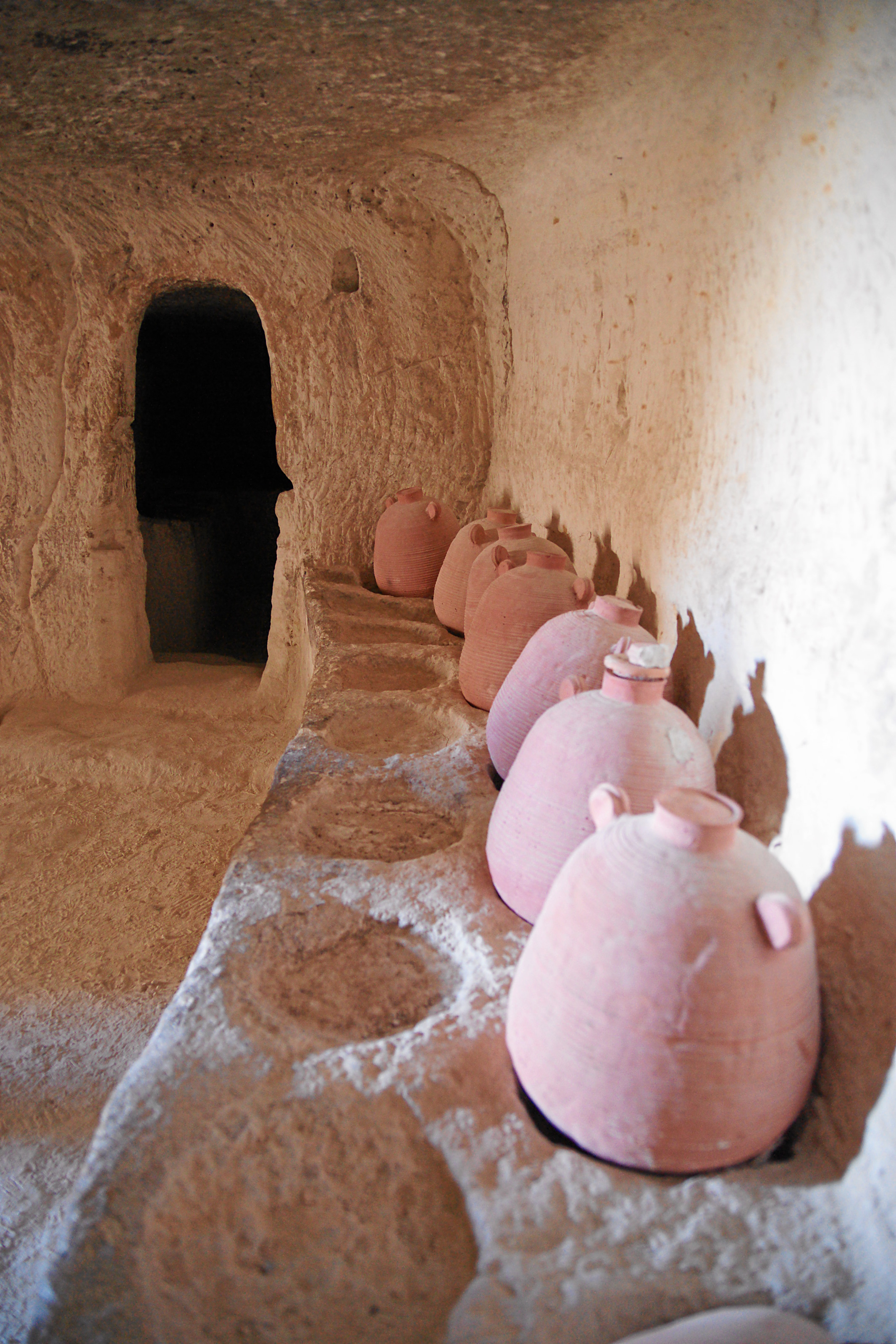
Magazyn na wino